# Saka Yérima
Saka Yérima (Pèrèrè, omstreeks 1830 - Yariyo (Pèrèrè), 31 december 1897) was een strijder van de Wasangari, die zich verzette tegen de Franse kolonisatie van Borgoe in het noorden van het huidige Benin.

## Levensloop
Saka Yérima was de zoon van Worou Kassakpérégui, een plaatselijke Bariba-prins. Yérima was een van de Wasangari die zich verzette tegen het Franse protectoraat dat de koning van Nikki had aanvaard. Hij verzamelde krijgers uit steden als N'Dali, Buri en Tamaru. Bio Guera, die een kleine twintig jaar later een nieuwe opstand leidde, was een van zijn krijgers. De aanleiding voor de opstand was de aanval van de Fransen op Gbégourou, die dit dorp platbrandden. Op 4 november 1897 viel hij bij Guinangourou een Franse legerkolonne, bestaande uit Fransen en Senegalese soldaten, aan die op weg was naar Nikki. Yérima's strijders waren te paard en waren bewapend met lansen en pijlen, die met gif waren bestreken. De strijd bleef onbeslist en beide kampen trokken zich terug. De strijders van Yérima werden in Bonuki verrast door de Fransen. Yérima en zijn gezelschap vluchtten naar Yariyo. Daar wierpen ze een aarden wal op met een omtrek van 400 meter en drie meter hoog, waarachter ze zich terugtrokken. De Fransen, die versterkingen hadden laten aanrukken uit Guinée, hadden weinig moeite me de haastig opgeworpen versterking. Op 31 december 1897 werden Yérima en zijn vrouw daar doodgeschoten door het Franse koloniale leger.